# Johan Afzelius
Johan Afzelius (Larv, 13 giugno 1753 – Uppsala, 20 maggio 1837) è stato un chimico svedese e fratello del botanico Adam Afzelius.
Maestro di Jöns Jacob Berzelius, è stato professore all'Università di Uppsala dal 1784 al 1820. Nel 1801 è stato eletto membro dell'Accademia Reale Svedese delle Scienze.
Viene ricordato per aver studiato alcuni prodotti naturali.